# Raffaele Imperiale
Raffaele Imperiale, né le 24 octobre 1974 à Castellammare di Stabia (Italie), est un chef mafieux italien.
Fils du chef mafieux Ludovico Imperiale, associé au clan D'Alessandro, il est présenté dans les années 1990 au Clan Di Lauro et commence à gagner des millions d'euros en établissant des relations directes avec les cartels de drogue au Pérou. Lors de la scission des Scissionisti di Secondigliano, il s'allie aux Scissionisti et fournit des armes au clan Amato-Pagano durant la guerre de Scampia.
Ami proche de Rico Le Chilien à Amsterdam, ville dans laquelle il s'installe, il établit de nouveaux contacts et devient membre d'un "super-cartel" à Dubaï, en s'associant avec Ridouan Taghi, Daniel Kinahan et Edin Gačanin. Pendant cette internationalisation, son bras droit est Raffaele Mauriello. Le groupe devient alors l'une des plus grandes organisations internationales en matière de trafic de cocaïne. Il s'offre ainsi l'Île artificielle de Taïwan aux Émirats arabes unis.
Faisant partie des personnes les plus recherchées d'Italie depuis plusieurs années, il est arrêté le 4 août 2021 à Dubaï, il est extradé quelques jours plus tard en Italie pour être jugé au tribunal de Naples.

## Biographie

### Naissance et enfance
Raffaele Imperiale, surnommé Lelluccio Ferrarelle, le roi des narcos ou Le boss aux Van Gogh, naît à Castellammare di Stabia, une station balnéaire juste au sud de Naples, en Italie. Sa famille est bien connue, car son père, en plus d'être un homme d'affaires riche, était associé à Renato Raffone, un ancien régent du clan D'Alessandro. Ensemble, ils possédaient l'équipe de football de la ville, la Società Sportiva Juve Stabia, et son père a également construit de nombreux bâtiments dans la région.
Durant son enfance, Imperiale est victime d'une tentative d'enlèvement, mais réussit à s'échapper et à rentrer chez lui sain et sauf. La manière dont il parvient à s'échapper reste un mystère. Il a un frère aîné qui meurt en 1996 et lui lègue le coffeeshop Rockland à Amsterdam, d'où Imperiale commence sa carrière criminelle notoire en résidant à Osdorp.

### Entrée dans le monde criminel: alliances et ascension
Dans son coffeeshop, Imperiale vend des drogues douces comme le cannabis, mais son ambition entrepreneuriale l’amène rapidement à voir plus grand. Il commence à s’impliquer dans le trafic de cocaïne à grande échelle en collaboration avec le trafiquant néerlandais Rick van de Bunt (assassiné en 2008 à Madrid), surnommé "le blond", qui entretient des liens directs avec les cartels sud-américains,. Cette alliance marque le début de son ascension dans le monde du narcotrafic.
Dans les années 1990, Antonio Orefice, membre du clan Moccia, le présente à Elio Amato, frère de Raffaele Amato, à l'époque l'un des principaux trafiquants de drogue du clan Di Lauro,. C’est à ce moment qu’Imperiale commence à gagner des millions d'euros, devenant un acteur clé dans l'organisation Di Lauro, responsable des relations directes avec les cartels de drogue au Pérou, en Equateur et en Colombie.
Lors de la scission des Scissionisti di Secondigliano du clan Di Lauro, Imperiale choisit de s'allier aux Scissionisti. En effet, durant la guerre de Scampia, Imperiale soutient le clan Amato-Pagano en leur fournissant des armes. Cependant, selon le repenti Antonio Leonardi, Imperiale n'agit pas comme un simple intermédiaire, mais en tant que membre à part entière du clan Amato-Pagano. Résidant à Amsterdam, il rencontre le criminel Rico Le Chilien en 2008.
Plus tard dans sa carrière criminelle, alors que Raffaele Imperiale est du côté de Rico Le Chilien, il déclare (en 2024) à propos de cette époque : « Samir Bouyakhrichan était l'une de ces personnes qui ont aidé Mink Kok et Billy à tuer Rico, parce que Najib Himmich (Ziggy) était l'un des hommes de Scarface, il aurait dû être l'homme qui a organisé le meurtre de Rico Le Chilien ». Alors qu'une guerre criminelle fait rage aux Pays-Bas, Raffaele Imperiale prend ses distances des hommes de la Mocro Maffia pour ne pas y être lié.
En 2016, deux tableaux volés de Van Gogh, dérobés au Musée Van-Gogh à Amsterdam en 2002, sont récupérés dans une villa lui appartenant à Castellammare di Stabia,. Durant cette même année, Raffaele Imperiale est facilité par son ami Rico Le Chilien, qui lui offre gratuitement 300 [kg de cocaïne, afin de pouvoir lancer son propre business.

### Internationalisation:Superkartelavec Taghi, Daniel Kinahan et Edin Gačanin
Des documents de la Drug Enforcement Administration (DEA) révèlent l'existence d'un "super cartel" qui regroupe certaines des figures criminelles les plus puissantes d'Europe, parmi lesquelles Raffaele Imperiale, Ridouan Taghi, Rico Le Chilien, Naoufal Fassih, Daniel Kinahan et Edin Gačanin,. Ce réseau se forme autour de ces quatre hommes, chacun jouant un rôle clé dans le trafic international de cocaïne. Le cartel s’appuie sur des connexions solides en Amérique latine pour l'approvisionnement en cocaïne, qu’il distribue ensuite sur l’ensemble du continent européen, notamment via les ports néerlandais, qui constituent une plaque tournante de ce commerce.
Le réseau se forme dans les années 2010, avec Daniel Kinahan à la tête du clan irlandais Kinahan, spécialisé dans le trafic de drogue et d’armes. Raffaele Imperiale, affilié à la Camorra, devient un courtier international, tandis que Ridouan Taghi contrôle le trafic de drogue aux Pays-Bas et est impliqué dans plusieurs assassinats. Edin Gačanin, chef du clan Tito et Dino, s’occupe d'acheminer la cocaïne directement depuis la Colombie et le Pérou vers l'Europe.
En 2017, les quatre hommes se retrouvent lors d’un événement à l'hôtel Burj al-Arab à Dubaï, observés par des agents de la DEA. C'est dans cette ville que les membres du cartel ont établi leur base d’opérations, profitant de l’absence de traité d’extradition avec plusieurs pays. Les réunions permettent de coordonner les envois de drogue, d’organiser le blanchiment d'argent et de garantir la domination du cartel sur le commerce européen de la cocaïne.
Le super cartel est responsable de la gestion d’environ un tiers du commerce de la cocaïne en Europe. Les ports néerlandais, notamment Rotterdam et Anvers, servent de points d’entrée majeurs pour les cargaisons de cocaïne provenant d'Amérique latine. Grâce à un contrôle serré des routes d'acheminement, le cartel parvient à maximiser les profits tout en réduisant les risques d’interception.
Le réseau commence à s’effondrer en 2019, avec l'arrestation de Ridouan Taghi à Dubaï, suivi de celle de Raffaele Imperiale en 2021. Edin Gačanin est à son tour capturé en 2022 lors de l'opération "Desert Light", coordonnée par Europol. Bien que ces arrestations portent un coup sévère au super cartel, les experts estiment que d'autres groupes criminels chercheront à reprendre le contrôle des routes de la cocaïne laissées vacantes.

## Enquêtes et arrestation
L'arrestation de Raffaele Imperiale à Dubaï en août 2021 est le résultat d'une opération internationale coordonnée entre les forces de l'ordre des Émirats arabes unis, Interpol et les autorités italiennes. Imperiale, recherché depuis des années, opère sous une fausse identité, « Antonio Rocco », pour éviter la détection. En tant que membre influent de la Camorra, il est impliqué dans le trafic de drogue et d'armes à l'échelle mondiale. Il dépenserait jusqu'à 400.000 euros par mois, selon les enquêteurs.
La police de Dubaï découvre sa véritable identité après une surveillance intensive utilisant des technologies avancées d'intelligence artificielle, déployées via le programme « Oyoon ». Ce réseau sophistiqué permet de suivre en temps réel les mouvements des individus. Imperiale utilise plusieurs voitures pour brouiller les pistes et habite dans une maison isolée sans adresse enregistrée, afin de surveiller discrètement les environs et échapper aux autorités.
Pendant une semaine, une équipe d'élite surveille Imperiale en continu. À « l’heure zéro », une équipe spéciale organise une perquisition dans sa résidence, arrêtant Imperiale et son bras droit, Raffaele Mauriello. Ce dernier est recherché pour son rôle dans plusieurs assassinats en Italie. Les autorités saisissent des sommes importantes d'argent, des montres de luxe et des œuvres d'art précieuses lors de cette intervention.
Le lieutenant-général Abdullah Khalifa Al Marri, chef de la police de Dubaï, souligne que cette opération démontre l'efficacité de la coopération internationale entre les Émirats arabes unis et les agences mondiales, y compris Interpol. Saif bin Zayed Al Nahyan (en), ministre de l'Intérieur des Émirats, insiste sur l'importance de maintenir des liens forts avec les forces de l'ordre à l'échelle mondiale pour lutter contre le crime organisé.

### Extradition
La procédure d'extradition est encadrée par les accords bilatéraux existants entre l'Italie et les Émirats arabes unis, lesquels permettent le transfert des criminels recherchés dans le respect des protocoles juridiques. Bien que les Émirats n'aient pas de traité d'extradition avec tous les pays, des accords spécifiques avec l'Italie facilitent ce processus. En mars 2022, après plusieurs mois de procédures légales, Imperiale est finalement extradé vers l'Italie pour répondre aux accusations de trafic de drogue et d'implication dans des organisations criminelles,,.
Durant cette période, les avocats d'Imperiale tentent de retarder le processus, invoquant des questions techniques et des recours légaux, mais la pression internationale et les preuves accablantes contre lui accélèrent l'extradition. Les forces de l'ordre italiennes, en coordination avec leurs homologues des Émirats, préparent son retour en Italie où il est directement transféré dans une prison de haute sécurité. Raffaele Imperiale déclare plus tard que son extradition aurait été faite de manière où il se serait fait "kidnappé".

### Témoin clé
En décembre 2022, il devient officiellement témoin clé de la justice italienne. Peu après cette révélation, la justice néerlandaise demande à l'Italie de faire le nécessaire pour pouvoir poursuivre Ridouan Taghi (principal allié) dans plusieurs autres assassinats à son nom.

## Réactions politiques
- Jürgen Stock (Secrétaire général d'Interpol) joue un rôle central dans la reconnaissance de l’importance de la coopération internationale. Il déclare que la capture d’Imperiale met en lumière l’efficacité du réseau mondial d’Interpol, démontrant que la police ne cesse jamais de traquer les criminels[2].
- Brigadier Jamal Salem Al Jallaf (Directeur du département des enquêtes criminelles de la police de Dubaï) coordonne les opérations de surveillance et d’arrestation d’Imperiale. Il souligne l’utilisation de l’intelligence artificielle et des technologies avancées pour suivre ses mouvements[18].
- Luciana Lamorgese (Ministre de l'Intérieur italienne) applaudit cette arrestation et met en avant l’importance des collaborations internationales dans la lutte contre les organisations criminelles comme la Camorra[26],[27].
- Giovanni Melillo (Procureur de Naples) dirige les enquêtes sur la Camorra et travaille de près sur le dossier d’Imperiale. Il insiste sur l'impact de cette arrestation sur le démantèlement des réseaux criminels en Italie[28].
- Carmine Esposito (Chef de la police italienne) soutient les actions menées pour traquer les criminels italiens à l'étranger. Il coopère avec Interpol et les Émirats arabes unis pour l'extradition d'Imperiale[réf. nécessaire].
- Alfonso Bonafede (Ancien ministre de la Justice) commente l'arrestation d'Imperiale en la qualifiant de succès majeur dans la lutte contre le crime organisé, mettant l'accent sur les efforts pour renforcer les lois d’extradition[29].
- Fabrice Leggeri (Directeur de Frontex) joue un rôle en soutenant les initiatives visant à traquer les criminels transnationaux, en mettant l'accent sur l'importance de renforcer les frontières de l'Europe contre les trafics[réf. nécessaire].
- Antonio Decaro (Président de l'Association nationale des maires italiens) applaudit la coopération internationale pour la capture d’Imperiale, tout en appelant à une plus grande sécurité locale pour prévenir les activités criminelles[réf. nécessaire].
- Patrizia Petralia (Magistrate antimafia en Italie) est impliquée dans les enquêtes contre la Camorra. Elle décrit l'arrestation d'Imperiale comme une victoire contre les réseaux de drogue en Europe[réf. nécessaire].
- Matteo Salvini (Ancien ministre de l’Intérieur italien), connu pour sa fermeté contre la criminalité, salue l'arrestation d’Imperiale comme une avancée significative dans la lutte contre les mafias en Italie et appelle à des mesures plus strictes[réf. nécessaire].

## Alliances
Au fil des années, Raffaele Imperiale forge des alliances stratégiques avec plusieurs figures et organisations majeures du crime international. Son partenariat avec Rick van de Bunt, un trafiquant néerlandais, lui permet d’établir un lien direct avec les cartels de cocaïne d'Amérique du Sud, renforçant ainsi son pouvoir dans le trafic de drogue en Europe.
Imperiale s'associe également avec le clan Amato-Pagano, un groupe dissident du clan Di Lauro, qu'il soutient en fournissant des armes lors de la guerre de Scampia contre les Di Lauro. En collaborant étroitement avec Elio Amato, Imperiale se positionne comme un acteur clé du trafic de drogue napolitain.
Durant sa cavale, Imperiale élargit son réseau international en établissant des relations avec des figures de premier plan comme Ridouan Taghi, figure notoire aux Pays-Bas, Daniel Kinahan, un chef de gang irlandais réputé, et Edin Gačanin, un trafiquant de drogue bosniaque. Ensemble, ils créent un super cartel de la drogue, contrôlant une grande partie du trafic de cocaïne en Europe. Selon des documents de la Drug Enforcement Administration, ce groupe contrôle environ un tiers du marché de la cocaïne en Europe, avec les ports néerlandais comme destination principale des cargaisons de drogue.
Imperiale collabore également avec d'autres organisations criminelles, telles que le Clan del Golfo colombien[réf. nécessaire] et la 'Ndrangheta calabraise, en particulier la famille Mammoliti, renforçant ainsi ses opérations et son influence à l'international,.